# سوفرامونتي
سوفرامونتي (بالإيطالية: Sovramonte)‏ هي بلدية في مقاطعة بلونة، منطقة فنيتة بشمال شرق إيطاليا.
تقع على بعد 80 كيلومترًا (50 ميلًا) شمال غرب البندقية، و35 كيلومترًا (22 ميلًا) غرب بلونة.